# Kō Ikeda
Kō Ikeda (japanisch 池田 航 Ikeda Kō; * 4. Juli 2001 in der Präfektur Kanagawa) ist ein japanischer Fußballspieler.

## Karriere
Kō Ikeda erlernte das Fußballspielen in den Jugendmannschaften der Yokosuka Seagulls sowie den Yokohama F. Marinos. Bei den Marinos unterschrieb er am 1. Februar 2020 seinen ersten Profivertrag. Der Verein aus Yokohama spielt in der ersten japanischen Liga, der J1 League. Von August 2020 bis Januar 2021 wurde er an den SC Sagamihara ausgeliehen. Der Klub aus Sagamihara spielte in der dritten Liga. Am Ende der Saison wurde Sagamihare Vizemeister und stieg in die zweite Liga auf. Nach Saisonende kehrte er nicht zu den Marinos zurück. Er wurde direkt an den Drittligisten Kamatamare Sanuki ausgeliehen. Sein Drittligadebüt für den Verein aus Takamatsu gab Kō Ikeda am 19. September 2021 (19. Spieltag) im Auswärtsspiel gegen Azul Claro Numazu. Hier wurde er in der 80. Minute für Yūga Watanabe eingewechselt. Sanuki gewann das Spiel 2:0. Für Sanuki absolvierte er zwei Drittligaspiele. Nach der Ausleihe kehrte er Ende Januar 2022 zu den Marinos zurück. Im Juli 2022 wechselte er auf Leihbasis zum Viertligisten FC Maruyasu Okazaki nach Okazaki.